# Resolutie 1802 Veiligheidsraad Verenigde Naties
Resolutie 1802 van de Veiligheidsraad van de Verenigde Naties werd unaniem door de Veiligheidsraad van de Verenigde Naties aangenomen op 25 februari 2008, en verlengde de VN-vredesmacht in Oost-Timor met een jaar.

## Achtergrond
Nadat Portugal zijn kolonies losgelaten had, werd Oost-Timor eind 1975 na een korte burgeroorlog onafhankelijk. Korte tijd later viel Indonesië het land binnen en brak een oorlog uit, waarna Oost-Timor werd ingelijfd. Een deel van de bevolking van Oost-Timor bleef tussen 1975 en 1999 echter strijden voor onafhankelijkheid. Op 12 november 1991 vielen Indonesische militairen demonstranten in Dili aan, waarbij meer dan 250 doden vielen. In 1999 stemde Indonesië in met een volksraadpleging over meer autonomie of onafhankelijkheid, waarop het merendeel van de bevolking voor onafhankelijkheid koos.
Op 11 februari 2008 vielen rebellerende soldaten, die in 2006 waren ontslagen uit het leger, de woning van president José Ramos-Horta en de auto van premier Xanana Gusmao in de hoofdstad Dili aan. De president werd daarbij zwaargewond door verschillende kogels en werd naar Australië overgebracht. De rebellenleider Alfredo Reinado werd doodgeschoten. De premier bleef ongedeerd en kondigde de noodtoestand af, maar de aanslagen leidden niet tot nieuw geweld in het land.

## Inhoud
In 2007 waren met succes presidents- en parlementsverkiezingen gehouden in Oost-Timor en was een regering samengesteld. Volgend op de zware crisis in 2006 moest nu de orde in het land hersteld worden.
Het mandaat van de UNMIT-vredesmacht in het land werd verlengd tot 26 februari 2009.
De Veiligheidsraad veroordeelde de aanslagen op de president en de eerste minister op 11 februari 2008 en alle pogingen om het land te destabiliseren. De overheid werd opgeroepen de verantwoordelijken hiervoor voor de rechter te brengen.

## Verwante resoluties
- Resolutie 1704 Veiligheidsraad Verenigde Naties (2006)
- Resolutie 1745 Veiligheidsraad Verenigde Naties (2007)
- Resolutie 1867 Veiligheidsraad Verenigde Naties (2009)
- Resolutie 1912 Veiligheidsraad Verenigde Naties (2010)

Lijst ·  1795 ·  1796 ·  1797 ·  1798 ·  1799 ·  1800 ·  1801 ·  1802 ·  1803 ·  1804 ·  1805 ·  1806 ·  1807 ·  1808 ·  1809 ·  1810 ·  1811 ·  1812 ·  1813 ·  1814 ·  1815 ·  1816 ·  1817 ·  1818 ·  1819 ·  1820 ·  1821 ·  1822 ·  1823 ·  1824 ·  1825 ·  1826 ·  1827 ·  1828 ·  1829 ·  1830 ·  1831 ·  1832 ·  1833 ·  1834 ·  1835 ·  1836 ·  1837 ·  1838 ·  1839 ·  1840 ·  1841 ·  1842 ·  1843 ·  1844 ·  1845 ·  1846 ·  1847 ·  1848 ·  1849 ·  1850 ·  1851 ·  1852 ·  1853 ·  1854 ·  1855 ·  1856 ·  1857 ·  1858 ·  1859